# Tajumulco
De Tajumulco is een dode of slapende stratovulkaan in het departement San Marcos Guatemala. Met een hoogte van 4220 meter is het de hoogste berg van Guatemala en van Centraal-Amerika. Hij maakt deel uit van het gebergte Sierra Madre van Chiapas.
De Tajumulco maakt deel uit van een keten vulkanen in de subductiezone van de Caribische plaat onder de Noord-Amerikaanse plaat. Er zijn in historische tijden geen uitbarstingen met zekerheid vastgesteld.

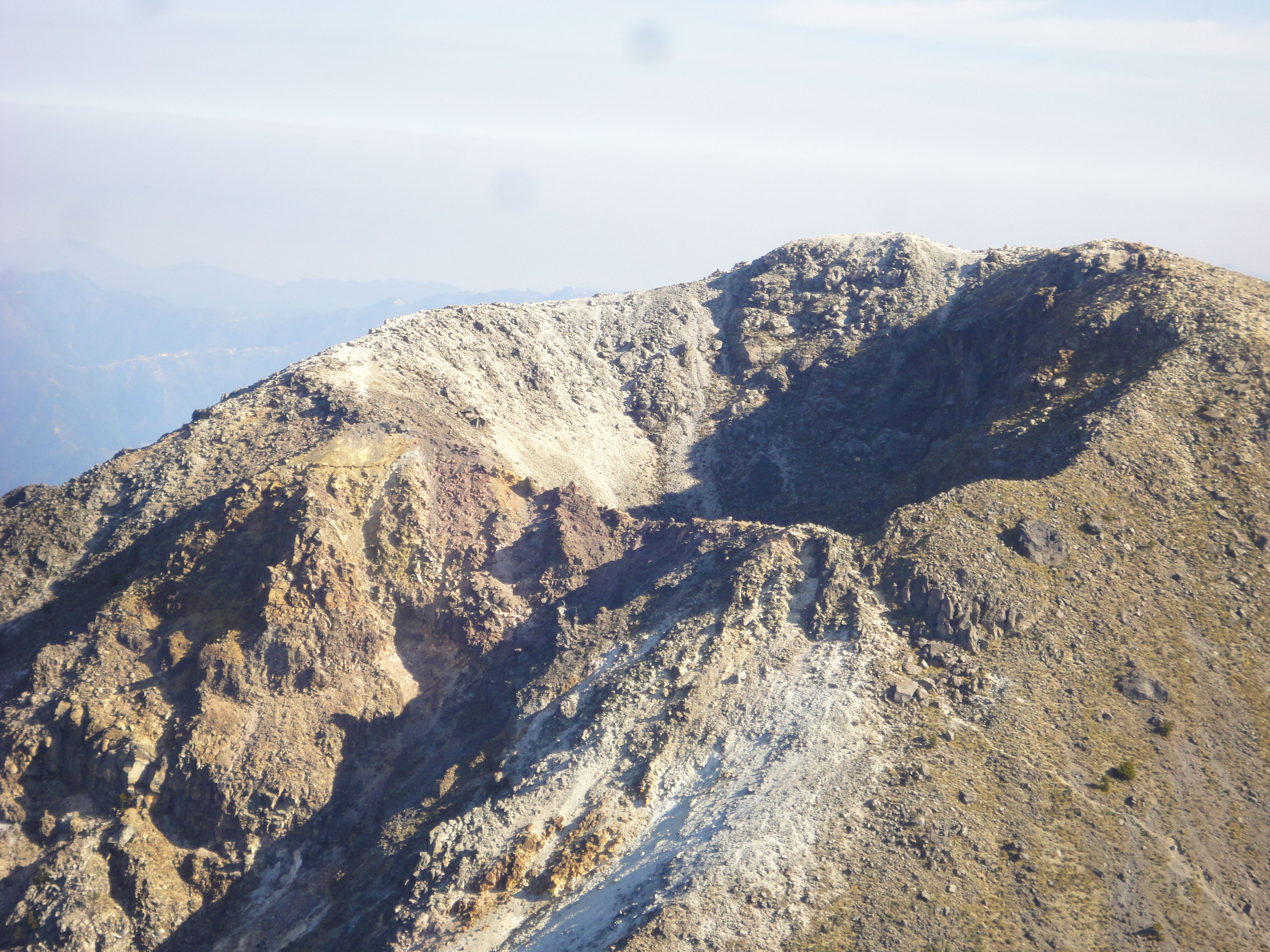